# LitRPG
LitRPG, abreviação para literary role playing game, é um gênero literário combinando as convenções do RPG eletrônico com ficção científica e romances de fantasia. O termo é um neologismo introduzido em 2013. Os defensores do termo afirmam que no LitRPG, jogos ou desafios semelhantes a jogos formam uma parte essencial da história, e estatísticas visíveis do RPG (por exemplo força, inteligência, dano) são uma parte significante da experiência de leitura. Isso distingue o gênero de romance com aspectos de jogo, como aqueles apresentados no mundo de Dungeons and Dragons; livros que são jogos reais, como o escolha-o-seu-próprio-caminho Fighting Fantasy, ou jogos que são literalmente descritos, como MUDs e Ficção Interativa. Normalmente, o personagem principal em um romance LitRPG está interagindo conscientemente com o jogo ou um mundo parecido com um jogo e tentando progredir dentro dele.
Se os personagens principais são transportados do nosso mundo para um mundo semelhante a um jogo, ou conseguem se lembrar do mundo real, o gênero pode mudar para um isekai.

## História
A metáfora literária de entrar em um jogo de computador não é nova. Dream Park (1981) de Larry Niven e Steven Barnes tem uma configuração de jogos do tipo LARP e se passa em uma espécie de reality show no futuro (2051); Quag Keep (1978) de Andre Norton, adentra um mundo com personagens do jogo D&D. Com a ascensão dos MMORPGs nos anos 90, surgiram os romances de ficção científica que utilizavam mundos de jogos virtuais para seus enredos. Exemplo disso é a tetralogia de 1996-2004 de Tad Williams, Otherland, a obra de Conor Kostick 2004 Epic e a de Charles Stross 2007 Halting State. Em Taiwan, o primeiro dos nove romances de Yu Wo ½ Prince (½ 王子 Èrfēnzhīyī Wángzǐ) surgiu, publicado em Outubro de 2004 pela Ming Significant Cultural. No Japão, o gênero atingiu o mainstream com o lançamento do fenômeno Sword Art Online em 2009. Vale a pena citar também a série coreana Legendary Moonlight Sculptor com mais de 50 volumes.
Enquanto esses e outros romances foram precursores de uma forma de romance com estatísticas mais pesadas, que é a proposta do LitRPG, a iniciativa editorial russa identificou o gênero e lhe deu um nome. O primeiro romance russo nesse estilo apareceu em 2012 no website russo de autopublicação samizdat.ru, o romance  Господство клана Неспящих (Clan Dominance: The Sleepless Ones) por Dem Mikhailov é ambientado em um mundo ficcional de espadachins e feiticeiros chamado Valdira, mais tarde impresso pela Leningrad Publishers sob o título de Господство кланов (The Rule of the Clans) nas séries Современный фантастический боевик (Modern Fantastic Action Novel) e traduzido para Inglês como The Way of the Clan, um livro no Kindle em 2015. Em 2013, EKSMO, a maior Editora da Russia, começou seu projeto multi-autor intitulado LitRPG. De acordo com a Magic Dome Books, uma grande tradutora russa de LitRPGs, o termo "LitRPG" foi criado no final de 2013 durante uma sessão de brainstorming entre o escritor Vasily Mahanenko, o editor de ficção científica da EKSMO Dmitry Malkin e o companheiro editor e autor de séries LitRPG Alex Bobl [ ru].  Desde 2014, a EKSMO tem realizado competições de LitRPG e publicado as histórias vencedoras.

## GameLit
Muitos dos escritores pós-2014 nesse campo insistem que a representação da progressão do personagem no jogo deve ser parte da definição de LitRPG, liderando o surgimento do termo GameLit que abraça histórias que se passam no universo de um jogo, mas que não necessariamente incorporam o sistema de leveling e melhoria de habilidades. Um dos exemplos iniciais é o livro Jumanji de Chris Van Allsburg, o qual é um livro para crianças sobre um jogo de tabuleiro mágico.
Embora lançado em 2011, o romance Ready Player One de Ernest Cline que retrata um cenário virtual de um mundo chamado OASIS repleto de referências arcade dos anos 1980 e 1990, tornou-se um exemplo desse novo gênero. Outros exemplos incluem o romance de Marie Lu (2017) Warcross que aborda um caçador de recompensas online em um jogo na internet, e o livro de  Louis Bulaong (2020) Escapist Dream que conta a história de um mundo de realidade virtual onde geeks conseguem  representar e usar os poderes de seus personagens favoritos, seja de quadrinhos, animes, filmes ou videogames.

## Exemplos
Exemplos modernos:
- Awaken Online (2017-) por Travis Bagwell[15][16]
- Divine Dungeon (2016-2019) por Dakota Krout[17]
- Feedback loop (2015-2018) por Harmon Cooper
- Red Mage series (2018-) por Xander Boyce
- Sufficiently Advanced Magic (2017) por Andrew Rowe[17]
- The Dark Lord Bert (2019-) por Chris Fox[18]
- The Wandering Inn (2016-) por pirateaba[19]
- The Way of the Shaman (2012-) por Vasily Mahanenko[15][16]
- Worth the Candle (2017-2021) por Alexander Wales
- Fayroll (2017-) por Andrey Vasilyev (Андрей Васильев)[20][21]